# Porosz G 8 sorozat
A Porosz Királyi Államvasutak 4/4 H.G.L. 1902. típusú, később G 8 sorozatként jelölt gőzmozdonya az első, kifejezetten tehervonati célú túlhevítős szerkocsis mozdonytípus volt. A mozdonyok közül később 14 db Magyarországon, a MÁV-nál és a GYSEV-nél is közlekedett 410,601–614 pályaszámokon.

## Kifejlesztése
A Porosz Királyi Államvasutak egyes vasútigazgatóságainak vonalain a XX. század első éveiben a szabványosított 4/4 G.L. és 4/4 G.L.v. szabványtípusú, D tengelyelrendezésű mozdonyok teljesítménye már kevésnek bizonyult. Ezért a neves porosz konstruktőr, Robert Garbe új mozdonytípust szerkesztett. A négy kapcsolt kerékpár továbbra is elegendőnek látszott annak ellenére, hogy a legnagyobb tengelyterhelést 14 tonnában korlátozták. A tömegkorlát miatt az új típus kazánja sem lehetett sokkal nagyobb. A kazán középvonalának magasabbra helyezése legalább a tűzszekrény fűtőfelületének növelésére módot adott. A teljesítmény növekedését leginkább a Wilhelm Schmidt által 1890-ben feltalált és a gőzmozdony-építésben először 1898-ban a Porosz Királyi Államvasutak mozdonyán kipróbált túlhevítő alkalmazásától várták. Ez ekkor még a füstszekrénybe épített túlhevítő alkalmazását jelentette.
A részletes terveket a stettini Vulcan gyár dolgozta ki és az első példányok is ott készültek el. Az első, 1902-ben elkészült gyártási sorozat tizenhárom mozdonyból állt, melyek mind a saarbrückeni vasútigazgatósághoz kerültek, ahol a Saarbrücken 2100–2112 pályaszámokon álltak forgalomba.

## Szerkezete
A 4/4 H.G.L. típusú mozdonyok tehát belső keretes, D tengelyelrendezésű, azaz négy, a keretbe ágyazott kapcsolt kerékpárral készült túlhevítős, kéthengeres, szerkocsis gőzmozdonyok voltak.

### Kazán
A mozdonyok a kazánja nem csak a Schmidt-rendszerű füstszekrényes túlhevítővel beépítésével tért el a 4/4 G.L. és 4/4 G.L.v. szabványtípusú mozdonyok kazánjától, hanem a kazán méreteit és középvonalának magasságát is megnövelték.
A porosz-, más néven Becker-rendszerű állókazánt a keretlemezek és a hátsó kapcsolt tengely kerekei között helyezték el, így külső szélessége lefelé keskenyedett – alul alig 1 m széles volt. Az állókazán-köpeny 16 mm-es, az állókazán-tető 20 mm-es vaslemezekből, a tűzszekrény csőfala 26 mm-es, míg mennyezete, valamint oldal- és ajtófalai 16 mm-es vörösréz-lemezekből készültek. A tűzszekrénybe lángboltozatot is építettek. Az állókazán hátfala a függőleges volt. A rákfal mélysége az addig 592 mm-ről 775 mm-re nőtt. A tüzelőajtó Webb-rendszerű, kör alakú volt. A rostély két részből állt. Az állókazán tetejére egy Ramsbotton-rendszerű közvetlen rugóterhelésű kettős biztonsági szelep került.
A hosszkazán 1,5 méteres belső átmérője megegyezett a 4/4 G.L. és 4/4 G.L.v. szabványtípuséval. A hosszkazánt két, 15 mm-es folytvas lemezekből álló övből szegecselték össze és a tengelye (középvonala) a sínkorona fölött 2500 mm magasan, az elődökénél 190 mm-rel magasabban húzódott. A kazánt a szokásos módon a füstszekrény alatt, a füstszekrénytartónál rögzítették a kerethez, így hátrafelé dilatálhatott.
A második kazánöv elején helyezték el a gőzdómot, mögé a jelzőharangot, míg az első övre a homoktartály került. A gőzdómban helyezték el a vízelválasztót és a függőleges tolattyútükörrel készült kettős síktolattyús gőzszabályzót, melynek szabályozó rudazatát a kazánon belül vezették el. Innen a gőz a füstszekrény-túlhevítőbe jutott, ahonnan a gőzhengerekhez áramlott.
A hosszkazánba 226 darab 41/46 mm átmérőjű folytvas tűzcsövet, hosszkazán középvonalába, de a kazán alsó részébe pedig egy 305/327 mm átmérőjű, szintén folytvas lángcsövet építettek. 
Az 1820 mm belső átmérőjű, 1500 mm hosszú füstszekrényben helyezték el a többrészes kúpszitás szikrafogót, a gőzfúvót és a Schmidt-rendszerű füstszekrény-túlhevítőt. A túlhevítőt összesen 59 db 33,5/41,5, illetve 35,5/44,5 mm átmérőjű folytvas cső alkotta, melyeket úgy hajlítottak meg ívesre, hogy azok a füstszekrényben, annak palástja mentén három koncentrikus gyűrűt alkotott. A csöveket a füstszekrény felső részén kétoldalt, a füstszekrény-palástban a mozdony hossztengelyével párhuzamosan kialakított egy-egy gőzgyűjtőkamra palástjának alsó részébe hengerléssel rögzítették. A három csőgyűrűt úgy helyezték el, hogy a belső csőgyűrű a külső két gyűrű körül alul, előrefelé egyre kisebb méretű boltozatot képezve visszakanyarodik. Az így a csőgyűrűk által alul kialakított térbe a lángcsövön keresztül áramlik a tűzszekrényből a túlhevítést végző füstgáz. Az egész berendezést lemezeléssel egyetlen házba zárták, melyet felül, egy-egy a mozdonysátorból rudazattal működtethető keskeny csappantyúval lehetett elzárni. A berendezéssel a gőz mintegy 100 °C-os túlhevítést értek el.
Az enyhén kúpos alakú kémény .. mm hosszúsággal, 350 mm legkisebb belső átmérővel készült. Az egyszárnyú, kör alakú füstszekrényajtó középpontja kis mértékben a hosszkazán tengelye alá került. Zárása középen egy kézikerékkel és a pereménél körben elhelyezett kallantyúkkal történt. A kazánt 2 db szívó, ún. „restarting” frissgőz-lövettyű táplálta vízzel.

### Gépezet
A két, kereten kívül vízszintesen elhelyezett gőzhenger a korábban készült 4/4 G.L. és 4/4 G.L.v. szabványtípusú mozdonyoknál alkalmazottal megegyezően a harmadik kapcsolt kerékpárt hajtotta.
A jobb oldali forgattyút a bal oldalihoz képest 90°-kal előbbre ékelték a kerékpártengelyre. A dugattyúrúd átmenő rendszerű volt; a dugattyúrudak tömszelencéi Schmidt-rendszerű fémtömítéssel készültek. A keresztfejek egyvezetékesek, a hajtó- és csatlórudak I-keresztmetszetűek voltak.
A hengerek legnagyobb töltése mindkét irányban 73% volt.
A gőzhengerek nem rugalmas (feszítőgyűrű nélküli), zárt gyűrűs, becsiszolt, kettős beömlésű, hengeres tolattyúit ellenforgattyús Heusinger–Walschaert-rendszerű vezérművek szabályozták. A perselyeket friss gőzzel fűtötték. A tolattyúk átmérője mindössze 150 mm volt, ezért a tolattyúkat Trick-rendszerű csatornákkal is ellátták volt. Az ellenforgattyú előremenetben a forgattyút közel 90°-kal megelőzte, más szóval a forgattyúhoz képest előresietőként ékelték föl. Ennek és a belső beömlésnek megfelelően előremenetben a lengőívkő a lengőív (kulissza) felső részén helyezkedett el. Ez a korszak mozdonyain általános elrendezés a döntően előremenetben járó mozdonyoknál nem volt előnyös megoldás, mivel a lengőív ágyazásának gyorsabb kopását idézte elő. A kormányvonórudat kormánycsavarral szabályozták.

### Keret, futómű, mozdonysátor
A mozdonyok elődeinél 100 mm-rel nagyobb, 1350 mm futókör-átmérőjű hajtott és kapcsolt kerékpárokkal készültek. A pályaívben való akadálymentes haladás érdekében a második kapcsolt kerékpárnak 8 mm-es oldaljátékot adtak, míg a harmadik, a hajtó kerékpár nyomkarimáját 5 mm-rel vékonyabbra esztergálták. 
A belső elrendezésű, szegecseléssel készült keret két, egymástól 1,22 m távolságban lévő 25 mm vastag folytvaslemez hossztartóból állt, melyeket elöl a mellgerenda, hátul a kapocsszekrény kötött össze, közöttük pedig a szekrényes füstszekrénytartó, valamint mögötte egy, a keresztfejvezeték-tartónál, és még két további, a kapcsolt tengelyek között elhelyezett, függőleges folytvaslemez-kereszttartó (ún. keretkötő) merevített ki. Ezen kívül vízszintes keretkötőlemezeket is beszegecseltek. Az első két függőleges tartó felső nyúlványai a hosszkazán haslemezéig nyúltak fel és a hosszkazánt is alátámasztották. A tengelyek távolsága továbbra sem volt egyenletes (1520+1420+1560 mm), az aszimmetria mértéke azonban csökkent. A tengelyágytokok keretkivágásait acélöntésű ágyvezetékek merevítették, valamint a keretlemezeknek a kivágásoknál lévő nyúlványait alul összekötő ún. kötővasak fogták össze. Az ágytokok kopásai húzóékekkel utánállíthatóak voltak. A hajtó- és kapcsolt kerékpárok hordrugóit himbák kötötték össze és a tengelyek alatt helyezték el.
A mozdonysátor a porosz mozdonyok sátrainak jellegzetességeit mutatta. A homlokfalon egy-egy ovális forgóablakot alakítottak ki, mely fölé védőernyőt szereltek. Oldalra két-két fix ablak, a sátortetőre laterna, míg belső oldalára tetőlámpa került.

### Segédberendezések
A mozdonyra gőzfékhengert szereltek. A féktuskók a mozdony második és negyedik kapcsolt kerékpárját elölről fékezték, míg a többi kapcsolt kerékpár fékezetlen volt.Kedvezőtlen tapadási viszonyok esetén Haas-rendszerű gőzzel működtethető homokoló juttatott homokot a második kapcsolt kerékpár elé. Az első kerékpár nyomkarimáját egy ejektor vízzel nedvesítve kente.

### Szerkocsi
Az első 4/4 H.G.L. 1902. típusú mozdonyokhoz a III 5 b mintalap szerinti 3 T 12 típusú háromtengelyes szerkocsit kapcsolták.

## Az első tapasztalatok és próbák
Az első gyártási sorozat mozdonyait a Mosel-parti Cochem fűtőházához helyezték és a Koblenz–Trier, Köln–Euskirchen–Trier, valamint a Rajna-menti vonalak koksz- és ércvonatainak továbbítására osztották be. A mozdony teljesítőképessége jelentősen meghaladta az előd 4/4 G.L. szabványtípusét: míg a telített gőzű ikergépezetű mozdony 5‰-es emelkedésű pályán 40 km/h sebességgel 385 tonnás vonat továbbítására volt képes, addig az új típus ugyanilyen körülmények között 700 tonnát, közel kétszer akkora terhet vontathatott. Sík pályán, 50 km/h sebességgel 1350 t, 10‰-es emelkedőn 25 km/h sebességgel 655 t tömegű vonat továbbítására volt képes.

## Sorozatgyártás
A kedvező tapasztalatok nyomán újabb gyártási sorozatok megrendelésére került sor. 1903-ban a Vulcan cég újabb tizenkettő, az elbingi Schichau gyár három mozdonyt szállított, melyek a Cassel 2300–2304 és a Saarbrücken 2113–2116 pályaszámokat kapták. A maradék hat példány újabb vasútigazgatósághoz, a münsterihez került, ahol a Münster 1200–1205 pályaszámokon álltak forgalomba. A mozdonyok néhány ponton eltértek az első gyártási sorozattól: a füstszekrény hosszát 2 méterre, a gőzhengerek átmérőjét 575 mm-re növelték. A gőzdómot a második kazánöv végére helyezték át. Az oldalsó futóhidak magasabbra kerültek, így nem volt szükség rajtuk sárhányó ívek kialakítására. A gőzféket Westinghouse- illetve Knorr-rendszerű légnyomásos fék váltotta fel.
Ezt a kivitelt 1907-ig építették: a Vulcan még hetvennyolc, a Schichau pedig további harminckilenc példányt szállított. Az 1906. elejéig forgalomba állított mozdonyok pályaszámai Frankfurt 1208–1214, Cassel 2305–2313, Essen 1900–1904, Münster 1506–1521, Breslau 876–879 és 884–886, Hannover 1304 és 4001–4002, Bromberg 600–601, Coeln 651–654 és Saarbürcken 2117–2124 lettek. A pályaszámok alapján látható, hogy további vasútigazgatóságoknál jelent meg a típus. 1904-től a gőzhengerek átmérője 590 mm-re nőtt.
1905–től a Porosz Királyi Államvasutak a mozdonyait új típusjelölési rendszer szerint, minden vasútigazgatóságnál egységes számcsoportba sorolták. A 4/4 H.G.L. típust innentől kezdve G 8 osztályként jelölték és a mozdonyokat minden vasútigazgatóság a 4800–5000-es pályaszámcsoportba számozta. Már az új számokon álltak szolgálatba
- az Essen 4806–4811,
- az Elberfeld 4801–4812,
- a Münster 4823–4835 és 4845–4856
- a Magdeburg 4801–4802,
- a Frankfurt 4808–4811,
- a Breslau 4808–4809,
- a Stettin 4801–4802,
- a Coeln 4805–4807 és
- a Hannover 4810 pályaszámú mozdonyok.

Egyetlen kivétel a saarbrückeni vasútigazgatóság volt, mely a 4900-as számcsoportba sorolta a járműveket. Így az újabb példányok a Saarbrücken 4909–4916 pályaszámokat kapták.

## Füstcsöves túlhevítővel
Azokat a G 8 osztályú mozdonyokat, melyeket 1906. végén kezdtek építeni, azaz egészen pontosan a 154. példánytól kezdve már a nagyobb túlhevítést és kedvezőbb súlyeloszlást biztosító Schmidt-rendszerű nagyfüstcsöves túlhevítővel ellátott kazánnal szállították a járműveket.
A hosszkazánba, melynek középvonala 50 mm-rel magasabbra került, 156 darab 41/46 mm átmérőjű folytvas tűzcsövet és három sorban összesen 21 db 124/131 mm átmérőjű füstcsövet építettek, a lángcső elmaradt. A csövek hossza 4,5 m-re nőtt. A füstcsövekbe 30/38 mm átmérőjű csövekből álló túlhevítőelemek kerültek. A túlhevítőelemek fűtőfelülete a közvetett gőzfejlesztő fűtőfelület kb. ⅓-a volt – ez az érték a későbbi túlhevítős mozdonyokéhoz képest is viszonylag magas értéknek számított. A csövek hosszának növekedését kiegyenlítendő, a füstszekrény hossza újra 1,5 m lett, melyből értelemszerűen elmaradt a füstszekrény-túlhevítő. A füstszekrénybe került viszont a túlhevítő gőzgyűjtőszekrénye. A gőzgyűjtőszerkény helyigénye miatt a kémény a füstszekrénytető elejére került át. A túlhevítés szabályozása túlhevítő-védőszekrénnyel és az azon elhelyezett csappantyúkkal történt, melyeket egy kis gőzhenger (az ún. szervomotor vagy automata) mozgatott. A rostély hosszúsága 100 mm-rel, 2350 mm-re, felülete 2,35 m²-re nőtt. A magasabb fokú túlhevítés miatt a gőzhengerek átmérőjét 600 mm-re növelték.
Az első nagyfüstcsöves túlhevítővel felszerelt példányok is a stettini Vulcan cég üzemében készültek. Ezek valószínűleg a Hannover 4811–4812 pályaszámokon átadott járművek voltak.
Bár a G 8 osztályú mozdonyok teljesítményével elégedettek voltak és mind 1907., mind 1908. folyamán száz-száz példánynál is többet állítottak forgalomba belőlük, a túlhevítős mozdonyok még számos gyermekbetegséggel küzdöttek: leginkább a tolattyúk és a tömszelencék kivitele nem bírta a túlhevített gőz alkalmazását, így rövid üzemidő után átfúvások, berágódások keletkeztek. Ezért egyes, kisebb vonóerőt igénylő vonatokat közlekedtető vasútigazgatóságok nem rendszeresítették, ezért ők a G 7{\displaystyle {}^{1}} osztály futóművével és gépezetével, de nagyobb teljesítményű kazánnal ellátott 4/4 G.L. (200 m²) típusú, G 7 / G 9 osztályú mozdonyokat szerezték be.
A tolattyús gőzszabályzót 1908. végétől Schmidt & Wagner-rendszerű szelepes szabályzóra cserélték.
A gondokat 1909-re oldották meg és ezután kezdődött meg a típus igazi elterjedése. A típusváltozatot XIV 3 mintalap-számon 1910-től a vasút szabványtípussá nyilvánította. A gyártás 1913-as befejezéséig összesen 1045 db G 8 osztályú mozdony készült, melyek ekkor az alábbi pályaszámokat viselték:
- Altona 4801–4803,
- Breslau 4801–4887,
- Bromberg 4801–4837,
- Cassel 4801–4814,
- Coeln 4801–4837,
- Danzig 4801–4820,
- Elberfeld 4801–4929,
- Erfurt 4801–4804,
- Essen 4801–4919,
- Frankfurt 4801–4841,
- Halle 4801–4847,
- Hannover 4801–4845,
- Kattovitz 4801–4808,
- Königsberg 4801–4871,
- Magdeburg 4801–4833,
- Mainz 4801–4820,
- Münster 4801–4996,
- Posen 4801–4881,
- Saarbrücken 4801–4817 és 4901–4916, végül
- Stettin 4801–4842.

A típust stettini Vulcan és elbingi Schichau cégeken kívül a Hanomag, a grafenstadeni Elsässische Maschinenbau-Gesellschaft, a kasseli Henschel és a berlini Orenstein & Koppel cégek is gyártották. A mozdonyok egy részét a III 5 c mintalap szerinti 3 T 15 típusú háromtengelyes, egy másik részét a III 5 f mintalap szerinti 4 T 16 típusú négytengelyes szerkocsival szállították.
A gyártás során több, a normál típustól kisebb-nagyobb mértékben eltérő kivitel is született. A teljesség igénye nélkül:
- 1907-ben 2 db-ot, majd 1911-ben még 14 db-ot Lentz-rendszerű szelepes vezérművel készítettek.
- egy 1908. évi példány hosszkazánjának második övére, a gőzdóm elé Pecz–Rejtő-rendszerű víztisztítót szereltek.
- 1908-ban 2 db-ot, majd 1910-ben még 5 db-ot Stumpf-rendszerű egyenáramú gőzhengerekkel és a hozzá tartozó vezérléssel készítettek.

Egyik kísérlet sem hozott megfelelő eredményt, így további beszerzésükre nem került sor, sőt egy részüket a normál kivitelnek megfelelően átalakították.
A G 8 osztály sikeres, jól bevált típusnak tekinthető, noha a súlylimit betartására irányuló igyekezet a néhány ponton alul méretezettséget eredményezett, így például keretrepedések fordultak elő. Ezeket utólagos erősítésekkel megszüntették, melynek nyomán a mozdony tömege (részben a légfék alkalmazásának is köszönhetően) 58,4 tonnára növekedett. Mivel a Porosz Királyi Államvasutak az 1910-es években megkezdte a fővonalainak átépítését 17,0 tonnás tengelyterhelésre, így lehetővé vált a G 8 osztályú mozdonyok nehezebb, nagyobb teljesítményű változatának elkészítése is. 1913-ban így az 1045. elkészült példánnyal G 8 osztályú mozdonyok gyártása befejeződött, helyette a megerősített, G 8{\displaystyle {}^{1}} osztályként jelölt mozdonyokat készítették.
A mozdonyok szerkocsijainak egy részét később III 5 n mintalap szerinti 3 T 16,5 típusú háromtengelyes szerkocsira cserélték.

## Pályafutásuk az első világháború végéig
Az első világháború során a Porosz Királyi Államvasutak negyvenhat G 8 osztályú mozdonyt eladott a török Chemins de Fer Ottomans d’Anatolie (CFOA) társaság részére.

## Pályafutások az első világháború után

### Németország
A Deutsche Reichsbahn (DRG) a mozdonyok első (ideiglenes), 1923. januári átszámozási rendszerében még 681 db G 8 osztályú mozdony szerepelt 50 1601–2281 pályaszámokkal. A második, júniusi tervezetben az 50 fősorozatjel már 55-re módosult. Végül a harmadik (végleges), 1925. évi számozási rendszerébe 656 db mozdonyt sorozott be, 55 1601–2256 pályaszámokra. A mozdonyok sorozatjele 55{\displaystyle {}^{16-22}} lett.
A második világháború után 200 db került a DB állagába, mely 1951-ig kiselejtezte a mozdonyokat.
Az NDK vasútja, a DR 50 db 55{\displaystyle {}^{16-22}} sorozatú mozdonyhoz jutott, melyek közül az utolsókat 1969-ben törölte az állományából.

### Saar-vidék
Az első világháború után függetlenné vált Saar-vidék vasútjához is kerültek G 8 osztályú mozdonyok. Itt megtartották a porosz osztályjelzést, azonban a pályaszámba a vasútigazgatóság neve helyett „SAAR” megjelölés és az új, tömörített pályaszámtartomány száma került feltüntetésre. Miután 1935-ben a Saar-vidék népszavazáson Németországhoz csatlakozott, a mozdonyokat a DRG vette állagba 55 2257–2268 pályaszámokon.

### Franciaország
Franciaországba összesen 71 G 8 osztályú mozdony került.
Tíz darabot a fegyverszünet következtében Elzász–Lotaringia vasútja, az AL vette állományba 5380–5389 pályaszámon, majd további három hadizsákmányként került a társasághoz, melyek a 5390–5392 pályaszámokat kapták, azonban csak 1925-ig használták azokat, majd eladták a francia érdekeltségű törökországi Smyrne Cassada et Prolongements (SCP) társaságnak.
A francia Keleti Vasút (Compagnie des Chemins de Fer de L’Est – EST) a fegyverszünet nyomán harmincegy mozdonyhoz jutott, melyek a 11 S sorozatjelet és a 4801–4831 pályaszámokat kapták. Az SNCF létrejöttével a mozdonyok pályaszáma 1-040 C 801–831-ra változott. 1939-ben huszonegy példányt a Damas Hama et Prolongement-nak (DHP) adták el. Az utolsó négy példányt 1951-ben selejtezték.
Az Északi Vasút (Compagnie des chemins de fer du Nord – NORD) huszonhét példányhoz jutott, melyek a 4.572–4.598 pályaszámokat kapták. A mozdonyok pályaszáma az SNCF-nél 2-040 C 1–27 lett, majd kivétel nélkül a DHP vásárolta meg azokat.

### Olaszország
Az olasz állam jóvátételként huszonegy G 8 osztályú mozdonyt kapott, melyeket az FS 422.001–022 pályaszámokon vette állagába. A mozdonyok Olaszország északi részén közlekedtek az 1940-es évekbeli selejtezésükig. A 422.001 pályaszámú mozdony egészen 1958-ig volt állományban. A 422.009 és 422.022 pályaszámú mozdonyokat 1946-ban a Società Funivie di Savona társaságnak adták el, melynél 1973. végéig közlekedtek.

### Lengyelország
Lengyelország területén nyolcvannégy G 8 osztályú mozdony maradt; ezeket a PKP egy kivételével felvette új számozási rendszerébe: a mozdonyok a Tp3-1–83 pályaszámokat kapták, míg a szerkocsik sorozatjele 12C1, 15C1 és 17C1 lett. Az 1920-as évek közepén nagyjából egyenlő arányban Varsó, Gdańsk és Poznań igazgatóság területén szolgáltak, majd rövidesen a mozdonyokat két igazgatóságnál (Poznań 54 db és Gdańsk 30 db) vonták össze. A legfontosabb vonatok élén hamarosan leváltották őket a jóval teljesítőképesebb Tr21 és Ty23 sorozatok. Az 1930-as években a sorozatot több igazgatóság között osztották fel, így megjelentek Krakkó, Lwów és Toruń térségében is, de 1938. elején Vilnius környékére is eljutottak. A két világháború között mindössze egyetlen Tp3-ast selejteztek.
A Lengyelország felosztása következtében negyvenhét Tp3-as került a DRB-hez. Ezeket korábban selejtezett, azonos típusú DRG/DRB mozdonyok pályaszámaira számozták.
A második világháború és az egyes államok közötti restitúciók nyomán negyvenöt példány került az újonnan megalakult PKP állományába. Ezek közül hat helyreállíthatatlan, roncs állapotú volt a többit új pályaszámmal látták el: nem a korábbi PKP-számukat kapták vissza, hanem pályaszámcsoport-tömörítéssel, az eredetitől eltérő sorrendben a Tp3-1–39 pályaszámokat kapták. Eleinte az összeset Olsztyn igazgatóságnál vonták össze, de a mozdonyok egy részét rövidesen Poznań és Gdańsk igazgatóságához helyezték.
Az utolsó Tp3-asokat 1970-ben törölték a PKP állagából.

### Törökország
A CFOA mozdonyait a TCDD vette át és a 44001–44046 pályaszámokkal látta el.
1924-ben a Linke-Hofmann cég tíz ugyanilyen mozdonyt gyártott a Smyrne Cassada et Prolongements (SCP) megrendelésére, melyek az 51–60 pályaszámokat kapták. Ezeket a járműveket a TCDD-nél a 44047–44056 pályaszámokkal látták el.
A francia SNCF-től a mozdonyokat a francia érdekeltségű Damas Hama et Prolongement vasút, míg az AL járműveit a Smyrne Cassaba et Prolongements társaság vásárolta meg. A DHP a mozdonyokat 801–848 pályaszámokkal látta el.
E mozdonyok egy része lettek később a TCDD 44057–44083 pályaszámú járművei. Tíz mozdony e sorozatból a libanoni Chemin de Fer de l'Etat Libanais kerültek 101-110 pályaszámokkal, továbbá 25 a szíriai Chemins de Fer Syriens-hez, amely 040.451-040.475 pályaszámokkal látta el.

### Románia
A CFR kilenc G 8 osztályú mozdonyhoz jutott, melyeket a korábbi, porosz pályaszámokon (4805..4972), természetesen a vasútigazgatósági megjelölés nélkül vette állagba. Az állagba került mozdonyok között „szerencsére” nem volt több, más vasútigazgatóságtól származó, de azonos pályaszámú jármű.

### Csehszlovákia
Az első világháború végén az amerikai hadsereg nagy számú, zsákmányolt porosz mozdonyt gyűjtött össze Is-sur-Tille-ben. Ezek közül az újonnan megalakult Csehszlovákia számos példányt megvásárolt, közöttük tizenhárom G 8 és két G 8{\displaystyle {}^{1}} osztályú mozdonyt. Tekintettel a porosz mozdonyszámozási rendszer problémáira (lásd feljebb), a ČSD a járműveket nyomban ideiglenes sorozatjellel és pályaszámokkal látta el: az előbbi típusú mozdonyok a 273N01–09 és 273N11–14, az utóbbiak a 273N10 és 273N15 pályaszámokkal látta el. A számozási rendszer a kkStB-nél alkalmazottat követte: a „273” a 73 sorozatéval azonos jellegre, a betű a mozdonyok származására (N=německý) utalt.
1925-től a mozdonyokat és a szerkocsikat a ČSD új jelölési rendszernek megfelelően külön-külön sorozat- és pályaszámmal látta el. Meglepő módon a két mozdonytípus újra azonos sorozatjelet kapott, noha a tengelyterhelésük jelentősen eltért és különbséget még eltérő számtartománnyal sem jelezték: a G 8 osztályúak innentől a 425.001–09 és 425.011–14, a G 8{\displaystyle {}^{1}}-esek a 425.010 és 425.015 pályaszámot viselték. Az előbbi típushoz tartozó szerkocsik sorozatjele 412.1, az utóbbiaké 616.0 lett.
A mozdonyok Hőlakra kerültek, ahol nagy vonóerejüket előnyösen használhatták a tehervonatok továbbításánál. Később a járműveket Érsekújvár fűtőházához állomásították. Az első bécsi döntés nyomán a ČSD valamennyi 425.0 sorozatú mozdonyát a MÁV-nak adta át.

### G8osztályú mozdonyok Magyarországon
A MÁV a ČSD 425.0 sorozatú mozdonyát a járműátadások utolsó részleteként, 1940. márciusában vette állagba. A két „nehéz” és a tizenhárom „könnyű” mozdonyt – a 302 sorozatú mozdonyoknál már alkalmazottal megegyező módon – azonos, a nagyobb tengelyterhelésű változatot figyelembe vevő sorozatjellel, de eltérő pályaszámcsoportba sorolta be. A két, eredetileg G 8{\displaystyle {}^{1}} osztályú példány a 410,501–502, a G 8 osztályúak a 410,601–613 pályaszámokat kapták. A „nehéz kivitelű” és az 410,613 pályaszámú mozdonyok szerkocsijai a P jellegként jelölte, a többi mozdonyét j jellegként jelölték.
A 410 sorozatú mozdonyok honállomása Hatvan lett.
A mozdonyok MÁV által engedélyezett vonatterheléseit – melyek kiviteltől függetlenül azonosak voltak – az alábbi táblázat szemlélteti:
| A 410 sorozatú mozdonyok engedélyezett vonatterhelései | A 410 sorozatú mozdonyok engedélyezett vonatterhelései | A 410 sorozatú mozdonyok engedélyezett vonatterhelései | A 410 sorozatú mozdonyok engedélyezett vonatterhelései | A 410 sorozatú mozdonyok engedélyezett vonatterhelései | A 410 sorozatú mozdonyok engedélyezett vonatterhelései |
| Pálya- emelkedés                                       | 20 km/h                                                | 30 km/h                                                | 40 km/h                                                | 50 km/h                                                | 55 km/h                                                |
| ------------------------------------------------------ | ------------------------------------------------------ | ------------------------------------------------------ | ------------------------------------------------------ | ------------------------------------------------------ | ------------------------------------------------------ |
| 0– 3‰                                                  | 1700 t                                                 | 1300 t                                                 | 920 t                                                  | 665 t                                                  | 540 t                                                  |
| 3– 5‰                                                  | 1460 t                                                 | 1160 t                                                 | 835 t                                                  | 610 t                                                  | 490 t                                                  |
| 5– 7‰                                                  | 1130 t                                                 | 980 t                                                  | 710 t                                                  | 550 t                                                  | 460 t                                                  |
| 8–10‰                                                  | 785 t                                                  | 730 t                                                  | 550 t                                                  | 420 t                                                  | 370 t                                                  |
| 14–16‰                                                 | 470 t                                                  | 460 t                                                  | 370 t                                                  | 300 t                                                  | 270 t                                                  |
| 25‰                                                    | 245 t                                                  | 245 t                                                  | 240 t                                                  | 210 t                                                  | 200 t                                                  |

1941-ben Lengyelország megszállása elől több, menekülteket szállító vonat érkezett Magyarországra. Ezek egyikét a PKP Tp3-26 pályaszámú mozdony továbbította. Az itt maradt mozdonyt a MÁV az év novemberében 410,614 pályaszámmal állagába vette.
A tapasztalatok szerint a 410-esek a háború éveiben 100 elegytonna-kilométerenként 5,7–7,5 kg szenet és 6,7 gramm meleg-, illetve 18,7 gramm hidegkenő-olajat fogyasztottak.
A második világháború befejezése és az országhatárok 1945. júniusi „megszilárdulása” után a 410 sorozatú mozdonyok közül egy kimutatás szerint egy 410,5 és kilenc 410,6 sorozatú mozdony marad az újra hivatalossá vált trianoni határok között. Ezek közül

Két példányra (elsősorban a működőképes) a Vörös Hadsereg „T–CCCP” hadizsákmány-jele (T=трофейный, azaz zsákmány) került.
A háború után az országgyarapodás és a harci cselekmények során állagba került járműveket bizonytalan jogi státuszuk miatt a MÁV elkülönítve tartotta nyilván. Így például 1946-ban
- egy 410,5 és nyolc 410,6 sorozatú csehszlovák repartíciós (ebből 2 db „T-jelű”)
- egy PKP-eredetű 410,6 sorozatú mozdony volt ma hazai hálózaton, melyek továbbra is Hatvan honállomásúak voltak.

Az egyes országok között, a háború alatt összekeveredett járműpark rendezéséről, „restitúciójáról” született megállapodások nyomán 1950. márciusában a Németország szovjet megszállási övezetéből egy 410,5-ös és egy 410,6-os tért haza.
A mozdonyok egy része Budapest-Északi fűtőházhoz került, de Tapolca, Szerencs, Sátoraljaújhely és Miskolc fűtőházaknál is üzemeltek hosszabb-rövidebb ideig 410-esek.
A 410 sorozatú mozdonyok magasabb szintű javításait a Szolnoki Járműjavító végezte. Egy-egy példányt 1951-ben, illetve 1953-ban selejteztek.
A háború alatt a GYSEV állagába több olyan osztrák és német eredetű mozdony került, melynek tartós üzemeltetése gazdaságtalan lett volna, viszont jó cserealapot biztosíthatott a MÁV részére, hogy a nyugatra került mozdonyait hazakérje. Ezért a GYSEV 1952-ben az 501 és 41 pályaszámú mozdonyaiért cserébe a MÁV-tól átvett és állagába sorozott két 323 sorozatú, valamint a 410,610 pályaszámú mozdonyt. A mozdony a MÁV-pályaszámán üzemelt a GYSEV-nél egészen 1957 január közepéig, amikor egy nagyobb mozdonycsere keretében visszakerült a MÁVhoz. Valószínűleg ezen időszak alatt e mozdony szerkocsiját S jellegű szerkocsira cserélték. 1954. és 1962. között – kölcsönmozdonyként – egyszerre egy-két hónapos időtartamban több más 410-es is üzemelt a GYSEV-nél: például a 410,606 (ezt a mozdonyt onnan is selejtezték ki), a 410,609 és a 410,612 pályaszámúak.
1960-tól a tehervonati légfékezés bevezetése nyomán a mozdonyok és a szerkocsik fékrendszerébe, a gyorsműködésű kormányszelep és a fékhenger közé tehervonati/személyvonati (Gz/Pz, illetve G/P) váltót szereltek.
1961-től a 410 sorozatú mozdonyokon jelentős ráfordítást (például új gőzhenger öntését) igénylő javítást már nem hajtottak végre, hanem ilyen esetben a mozdony selejtezésére került sor. Három mozdony jutott 1961. tavaszán erre a sorsra. Ugyanebben az évben két mozdonyt, a 410,612 és 410,614 pályaszámúakat a diósgyőri Lenin Kohászati Művek vásárolta meg. 
A MÁV az utolsó két 410-esét, a 410,610 és 611 pályaszámúakat 1963. végéig törölte állagából. Az LKM két 410 sorozatú mozdonyát 1969-ben, illetve 1972-ben selejtezte.

### Ausztria
A második világháború után három DRB 55{\displaystyle {}^{16-22}} sorozatú mozdony, az 55 1681, 1881 és 2180 pályaszámúak. Az 55 1881-öt 1950-ben visszaadták a Deutsche Bundesbahnnak. A másik két példányt az ÖBB állományába vette a pályaszám sorszámainak megtartásával, míg a sorozatjel 755-re változott. Az utolsó példányt 1957-ben selejtezték.

## Megőrzött G8-asok
Néhány G 8 osztályú mozdony fennmaradt az utókornak:
- PKP Tp3-36: a mozdonyt a Hanomag gyár 6712 gyári számon 1913-ban készült és a Bromberg 4832 pályaszámon állt szolgálatba. A mozdony a DRG-nél az 55 2199 pályaszámot viselte, majd a PKP-nél 1968-ig közlekedett, később rövid ideig fűtőgépként használták. 1988-ban külsőleg felújították és Zbąszynekben állították ki.
- A Münster 4981 pályaszámú mozdony szintén a Hanomag-nál 6721 gyári számon készült 1913-ban, később a TCDD-nél közlekedett 44079 pályaszámon. 1987-ben megvásárolta Darmstadt-Kranichsteinben található vasúti múzeum, mely 1993-ban a lengyel Interloknál eredeti állapotúra újíttatta fel és jelenleg is üzemképes.
- Két példány a saviglianoi Museo Ferroviario Piemontese tulajdona. Ezek közül az FS 422.009 (eredetileg Halle 4813) pályaszámú mozdonya, melyet a Hanomag gyár 6382 gyári számon 1912-ben készített, jelenleg is üzemképes, míg a 422.022 pályaszámú felújításra szorul.
- Törökországban is kiállítottak több példányt.

## Összehasonlító táblázat
| 0                                               | 1 | 2 | 3                                                  |
| ----------------------------------------------- | --- | --- | -------------------------------------------------- |
| Pályaszám                                       | Saarbrücken 2100–2124 Cassel 2300–2313 Münster 1200–1205 Frankfurt 1208–1214 Essen 1900–1904 Münster 1506–1521 Breslau 876–879 Breslau 884–886 Hannover 1304 Hannover 4001–4002 Bromberg 600–601 Coeln 651–654 Essen 4806–4811 Elberfeld 4801–4812 Münster 4823–4835 Münster 4845–4856 Magdeburg 4801–4802 Frankfurt 4808–4811 Breslau 4808–4809 Stettin 4801–4802 Coeln 4805–4807 Hannover 4810 →Saarbrücken 4801–4817 →Saarbrücken 4901–4916 →Cassel 4801–4812 →Münster 4801–4822 →Frankfurt 4801–4807 →Essen 4801–4805 →Breslau 4801–4807 →Hannover 4801–4803 →Bromberg 4801–4802 →Coeln 4801–4804 | Altona 4801–4803 Breslau 4810–4887 Bromberg 4803–4837 Coeln 4808–4837 Danzig 4801–4820 Elberfeld 4813–4929 Erfurt 4801–4804 Essen 4812–4835 Essen 4841–4919 Frankfurt 4812–4824 Frankfurt 4827–4840 Halle 4801–4847 Hannover 4811–4845 Kattovitz 4801–4808 Königsberg 4801–4871 Magdeburg 4803–4833 Mainz 4801–4820 Münster 4836–4844 Münster 4557–4996 Posen 4801–4881 Stettin 4803–4842 SCP 51–60 | Frankfurt 4825–4826 Frankfurt 4841 Essen 4836–4840 |
| Gyártó                                          | Vulcan, Stettin; Schichau, Elbing | Vulcan, Stettin; Schichau,Elbing; Hanomag, Hannover; EMG, Grafenstaden Henschel, Kassel; O&K, Berlin Linke-Hofmann-Werke, Breslau | Vulcan, Stettin                                    |
| Gyártásban                                      | 1902–1906 | 1907–1924 | 1908; 1910                                         |
| Hossz                                           | 10 295 mm | 10 565 mm | 10 565 mm                                          |
| Üres tömeg                                      | 49,6 t 51,0 t | 51,2 t | 52,1 t                                             |
| Szolgálati tömeg                                | 55,6 t 56,0 t | 56,7 t | 57,8 t                                             |
| Szolgálati tömeg szerkocsival                   | .. | .. | ..                                                 |
| Tapadási tömeg                                  | 55,6 t 56,0 t | 56,7 t | 57,8 t                                             |
| Legnagyobb tengelyterhelés                      | 13,9 t 14,0 t | 14,18 t | 14,45 t                                            |
| Fékek típusa                                    | gőzfék | Knorr- vagy Westinghouse rendszerű légnyomásos | Knorr- vagy Westinghouse rendszerű légnyomásos     |
| Átmenő fék                                      | | Knorr- vagy Westinghouse rendszerű légnyomásos | Knorr- vagy Westinghouse rendszerű légnyomásos     |
| Hengerek átmérője                               | 550 mm 575 mm | 590 mm 600 mm | 600 mm                                             |
| Túlhevítés                                      | Schmidt-rendszerű füstszekrénytúlhevítő | Schmidt-rendszerű, nagyfüstcsöves | Schmidt-rendszerű, nagyfüstcsöves                  |
| Kazán hossztengely-magassága a sínkorona felett | 2 500 mm | 2 550 mm | 2 550 mm                                           |
| Tűzcsövek száma                                 | 226 db | 156 db | 152 mm                                             |
| Füstcsövek száma                                | 1 db | 21 db | 21 db                                              |
| Füstcsövek belső/külső átmérője                 | 305/327 mm | 125/133 mm | 125/133 mm                                         |
| Tűzcsövek hossza                                | 4100 mm | 4500 mm | 4500 mm                                            |
| Rostélyfelület                                  | 2,25 m² | 2,35 m² | 2,35 m²                                            |
| Sugárzó fűtőfelület                             | 12,0 m² 12,1 m² | 12,8 m² | 12,7 m²                                            |
| Csőfűtőfelület                                  | 123,2 m² 120,0 m² | 127,2 m² | 125,2 m²                                           |
| Túlhevítőfelület                                | 31,7 m² | 41,2 m² | 39,0 m²                                            |